# Lundtop
Lundtop ist ein Naturschutzgebiet in der schleswig-holsteinischen Gemeinde Osterby im Kreis Schleswig-Flensburg. Das Naturschutzgebiet ist Bestandteil des FFH-Gebietes „Eichenwälder der Böxlunder Geest“. Zuständige untere Naturschutzbehörde ist der Kreis Schleswig-Flensburg.
Das Naturschutzgebiet liegt westlich von Flensburg inmitten einer landwirtschaftlich geprägten Landschaft. Es stellt ein kleines, von Eichen dominiertes Waldgebiet auf einer saaleeiszeitlichen Moränenkuppe unter Schutz. Betreut wird es von der Arbeitsgemeinschaft Geobotanik in Schleswig-Holstein und Hamburg.